# Glenn Close
Glenn Close (Greenwich, Connecticut, 19 de març de 1947) és una actriu estatunidenca.

## Biografia
Els seus pares eren William T. Close i Bettine Moore i és la segona de quatre germans. El seu pare era d'ascendència escocesa. La seva bestia, Mary Elsie Moore, era la dona de Marino Torlonia, 4t príncep de Civitella-Cesi, i va ser mare de l'Alexandro Torlonia (marit de la infanta Beatriu de Borbó i de Battenberg) i de la princesa Marina Torlonia (dona del tennista Francis Xavier Shields i àvia de l'actriu estatunidenca Brooke Shields).
El seu pare era un eminent cirurgià que va ser metge personal del president Mobutu Sese Seko, i metge en cap de l'exèrcit de Zaire durant l'epidèmia de Febre hemorràgica de l'Ebola i va tenir un paper important en el seu control. Durant part d'aquest temps els seus fills van alternar la vida a l'Àfrica amb internats suïssos. Finalment van tornar a Connecticut a casa de la seva àvia.
Les seves primeres passes com a actriu van tenir lloc al Rosemary Hall, col·legi femení de Connecticut, on amb altres companyes van formar el grup de teatre anomenat "The Fingernails". Es va graduar el 1965 i durant els cinc anys següents va formar part com a soprano del grup "Up with People", amb el qual va recórrer Europa i Estats Units. És també en aquest temps quan es va casa amb el guitarrista de rock Cabot Wade. Es van divorciar dos anys després.
El 1970, un cop ja divorciada, va abandonar el grup i va començar a estudiar interpretació i antropologia a Virgínia. Allí, el seu mestre d'art dramàtic la va animar a presentar-se a unes audicions nacionals de teatre per a joves. Va arribar a la final i va obtenir un contracte amb la companyia "New Phoenix Repertory", amb la que es va traslladar a Nova York.
Després de molts papers secundaris, l'11 de novembre de 1974, el paper de mare de Robin Williams seria la seva primera pel·lícula El món segons Garp. Aquesta pel·lícula va ser estrenada el 1982 i li va donar una nominació a l'Oscar a la millor actriu secundària.
El 1983 va fer la seva segona pel·lícula, Retrobament de Lawrence Kasdan, amb la que va tornar a ser nominada a l'Oscar a la millor actriu secundària. El 1984 va ser nominada per tercera vegada consecutiva per la seva actuació a El millor, junt amb Robert Redford i sota la direcció de Barry Levinson.
El 1987 i el 1988 va ser nominada a l'Oscar a la millor actriu pels seus papers a Atracció fatal d'Adrian Lyne i a Les amistats perilloses de Stephen Frears.
Glenn Close no deixa el teatre, i ha obtingut tres premis Tony en la categoria de millor actiu per les seves interpretacions a: The Real Thing, de Tom Stoppard, La mort i la donzella de Mike Nichols i a Sunset Boulevard d'Andrew Lloyd Webber. També ha estat nominada als Tony per la seva actuació al musical de Broadway, Barnum.
Aquesta polifacètica artista ha produït també documentals i bandes sonores que han estat nominades diverses vegades als Grammy. També ha estat nominada sis vegades als Globus d'Or tant en cinema con en televisió.

## Filmografia
- 1982: El món segons Garp (The World According to Garp): Jenny Fields
- 1983: The Big Chill: Sarah Cooper
- 1984: El millor (The Natural): Iris Gaines
- 1984: The Stone Boy: Ruth Hillerman
- 1984: Greystoke: The Legend of Tarzan, Lord of the Apes: Jane Porter
- 1985: Maxie (Maxie): Jan / Maxie
- 1985: Al límit de la sospita (Jagged Edge): Teddy Barnes
- 1987: Atracció fatal (Fatal Attraction): Alexandra "Alex" Forrest
- 1988: Les amistats perilloses (Dangerous Liaisons): Marquesa Isabelle de Merteuil
- 1988: Gandahar: Reina Ambisextra (veu)
- 1989: Mare de lloguer (Immediate Family): Linda Spector
- 1990: Hamlet, l'honor de la venjança (Hamlet): Reina Gertrudis
- 1990: El misteri Von Bulow (Reversal of Fortune): Sunny von Bulow
- 1991: Hook (Hook): Gutless
- 1991: Cita amb Venus (Meeting Venus): Karin Anderson
- 1993: La casa dels esperits (The House of the Spirits): Ferula Trueba
- 1994: The Paper: Alicia Clark
- 1994: Servint en silenci (Serving in Silence: The Margarethe Cammermeyer Story)
- 1996: Mars Attacks!: Primera Dama Marsha Dale
- 1996: 101 Dalmatians: Cruella de Vil
- 1996: Mary Reilly (Mary Reilly): Sra. Farraday
- 1997: In & Out: cameo
- 1997: Air Force One: Vicepresidenta Kathryn Bennett
- 1997: Paradise Road: Adrienne Pargiter
- 1999: Tarzan: Kala (veu)
- 1999: Cookie's Fortune: Camille Dixon
- 2000: 102 Dalmatians: Cruella de Vil
- 2000: Coses que diries només de mirar-la (Things You Can Tell Just by Looking at Her): Dra. Elaine Keener
- 2001: The Safety of Objects: Esther Gold
- 2002: Pinotxo (Pinocchio) (veu)
- 2003: Le Divorce: Olivia Pace
- 2004: Heights: Diana
- 2004: Les dones perfectes (The Stepford Wives): Claire Wellington
- 2005: Història d'un segrest (The Chumscrubber): Carrie Johnson
- 2005: Nou vides (Nine Lives): Maggie
- 2006: La increïble però certa història de la Caputxeta Vermella (Hoodwinked!): Àvia (veu)
- 2007: Evening: Sra. Wittenborn
- 2010: Hoodwinked 2: Hood vs. Evil: Àvia (veu)
- 2011: Albert Nobbs: Albert Nobbs
- 2014: Low Down
- 2014: 5 to 7
- 2017: What Happened to Monday: Nicolette Cayman
- 2017: The Wilde Wedding: Eve Wilde 	Also executive producer
- 2017: The Wife: Joan Castleman
- 2017: Crooked House: Lady Edith
- 2017: Father Figures: Helen Baxter
- 2020: Four Good Days: Deb
- 2020: Hillbilly Elegy: Bonnie "Mamaw" Vance
- 2021: Cruella (productora)
- 2021: Swan Song: Dr. Scott
- 2023: The Deliverance

## Musicals
- Rex (1976) Musical de Richard Rodgers-Sheldon Harnick sobre Enric VIII.
- Barnum (1980) Musical de Cy Coleman sobre Phineas T. Barnum.
- Sunset Boulevard (1992) Musical d'Andrew Lloyd Webber basat en la pel·lícula de 1950 Sunset Boulevard.
- Busker Alley (2006) Musical de Sherman Brothers basat en la pel·lícula de 1938 St. Martin's Lane.

## Obres de teatre a Broadway
- Love for Love (1974) de William Congreve (New Phoenix Repertory Company al Helen Hayes Theatre).
- The Rules of the Game (1974) de Luigi Pirandello (New Phoenix Repertory Company al Helen Hayes Theatre).
- The Member of the Wedding (1974) de Carson McCullers (New Phoenix Repertory Company al Helen Hayes Theatre).
- The Crucifer of Blood (1978) de Paul Giovanni al Helen Hayes Theatre
- The Real Thing (1983) de Tom Stoppard al Plymouth Theatre.
- Benefactors (1985) de Michael Frayn al Brooks Atkinson Theatre.
- La mort i la donzella (1992) d'Ariel Dorfman al Brooks Atkinson Theatre.

## Obres de teatre fora de Broadway
- The Crazy Locomotive (1977) de Stanislaw Ignacy Witkiewicz al Chelsea Theater Center
- Uncommon Women and Others (1977)

## Programes de televisió
- The Rules of the Game (1975)
- Too Far to Go (1979)
- Orphan Train (1979)
- L'home elefant (1982)
- Something About Amelia (1984)
- Stones for Ibarra (1988)
- She'll Take Romance (1990)
- Sarah, Plain and Tall (1991)
- She'll Take Romance (1990)
- Sarah, Plain and Tall (1991)
- Skylark (1993)
- Serving in Silence: The Margarethe Cammermeyer Story(1995)
- In the Gloaming (1997)
- Sarah, Plain and Tall: Winter's End (1999)
- Baby (2000)
- The Ballad of Lucy Whipple (2001)
- South Pacific (2001)
- Brush with Fate (2003)
- The Lion in Winter (2003)
- Strip Search (2004)
- Vic Mackey
- Damages (2007)

## Premis i nominacions
Oscar
| Any  | Categoria                | Pel·lícula              | Resultat |
| ---- | ------------------------ | ----------------------- | -------- |
| 2021 | Millor actriu secundària | Hillbilly Elegy         | Nominada |
| 2019 | Millor actriu            | The Wife                | Nominada |
| 2011 | Millor actriu            | Albert Nobbs            | Nominada |
| 1988 | Millor actriu            | Les amistats perilloses | Nominada |
| 1987 | Millor actriu            | Atracció fatal          | Nominada |
| 1984 | Millor actriu secundària | El millor               | Nominada |
| 1983 | Millor actriu secundària | The Big Chill           | Nominada |
| 1982 | Millor actriu secundària | El món segons Garp      | Nominada |

Globus d'Or
| Any  | Categoria                                    | Pel·lícula                                           | Resultat   |
| ---- | -------------------------------------------- | ---------------------------------------------------- | ---------- |
| 2021 | Millor actriu secundària                     | Hillbilly Elegy                                      | Nominada   |
| 2019 | Millor actriu dramàtica                      | The Wife                                             | Guanyadora |
| 2013 | Millor actriu - Sèrie de televisió dramàtica | Danys i perjudicis                                   | Nominada   |
| 2012 | Millor actriu dramàtica                      | Albert Nobbs                                         | Nominada   |
| 2012 | Millor cançó original                        | Albert Nobbs per "Lay Your Head Down"                | Nominada   |
| 2010 | Millor actriu - Sèrie de televisió dramàtica | Danys i perjudicis                                   | Nominada   |
| 2008 | Millor actriu - Sèrie de televisió dramàtica | Danys i perjudicis                                   | Guanyadora |
| 2006 | Millor actriu - Sèrie de televisió dramàtica | Vic Mackey                                           | Nominada   |
| 2004 | Millor actriu - Minisèrie o telefilm         | The Lion in Winter                                   | Guanyadora |
| 1996 | Millor actriu musical o còmica               | 101 dàlmates: Més vius que mai!                      | Nominada   |
| 1995 | Millor actriu - Minisèrie o telefilm         | Serving in Silence: The Margarethe Cammermeyer Story | Nominada   |
| 1991 | Millor actriu - Minisèrie o telefilm         | Sarah, Plain and Tall                                | Nominada   |
| 1987 | Millor actriu dramàtica                      | Atracció fatal                                       | Nominada   |
| 1985 | Millor actriu musical o còmica               | Maxie                                                | Nominada   |
| 1984 | Millor actriu - Minisèrie o telefilm         | Something About Amelia                               | Nominada   |

BAFTA
| Any  | Categoria     | Pel·lícula              | Resultat |
| ---- | ------------- | ----------------------- | -------- |
| 1988 | Millor actriu | Les amistats perilloses | Nominada |

Emmy
| Any  | Categoria                                    | Pel·lícula                                           | Resultat   |
| ---- | -------------------------------------------- | ---------------------------------------------------- | ---------- |
| 2012 | Millor actriu - Sèrie de televisió dramàtica | Damages                                              | Nominada   |
| 2010 | Millor actriu - Sèrie de televisió dramàtica | Damages                                              | Nominada   |
| 2009 | Millor actriu - Sèrie de televisió dramàtica | Damages                                              | Guanyadora |
| 2008 | Millor actriu - Sèrie de televisió dramàtica | Damages                                              | Guanyadora |
| 2005 | Millor actriu - Sèrie de televisió dramàtica | Vic Mackey                                           | Nominada   |
| 2004 | Millor actriu - Minisèrie o telefilm         | The Lion in Winter                                   | Nominada   |
| 2002 | Millor actriu convidada - Sèrie còmica       | Will & Grace                                         | Nominada   |
| 1997 | Millor actriu - Minisèrie o especial         | In the Gloaming                                      | Nominada   |
| 1995 | Millor actriu - Minisèrie o especial         | Serving in Silence: The Margarethe Cammermeyer Story | Guanyadora |
| 1995 | Millor actriu - Telefilm                     | Serving in Silence: The Margarethe Cammermeyer Story | Nominada   |
| 1993 | Millor actriu - Minisèrie o especial         | Skylark                                              | Nominada   |
| 1991 | Millor minisèrie o especial                  | Sarah, Plain and Tall                                | Nominada   |
| 1991 | Millor actriu - Minisèrie o especial         | Sarah, Plain and Tall                                | Nominada   |
| 1984 | Millor actriu - Minisèrie o especial         | Something About Amelia                               | Nominada   |

Screen Actors Guild
| Any  | Categoria                  | Pel·lícula                                           | Resultat   |
| ---- | -------------------------- | ---------------------------------------------------- | ---------- |
| 2004 | Millor actriu en minisèrie | The Lion in Winter                                   | Guanyadora |
| 1997 | Millor actriu en minisèrie | In the Gloaming                                      | Nominada   |
| 1995 | Millor actriu en minisèrie | Serving in Silence: The Margarethe Cammermeyer Story | Nominada   |

Premis Saturn
| Any  | Categoria     | Pel·lícula                     | Resultat |
| ---- | ------------- | ------------------------------ | -------- |
| 1996 | Millor actriu | 101 dàlmates: Més vius que mai | Nominada |
| 1985 | Millor actriu | Maxie                          | Nominada |

Satellite Awards
| Any  | Categoria     | Pel·lícula                      | Resultat |
| ---- | ------------- | ------------------------------- | -------- |
| 2000 | Millor actriu | 102 dàlmates                    | Nominada |
| 1997 | Millor actriu | In the Gloaming                 | Nominada |
| 1996 | Millor actriu | 101 dàlmates: Més vius que mai! | Nominada |

Cercle de Crítics de Los Angeles
| Any  | Categoria                                           | Pel·lícula         | Resultat   |
| ---- | --------------------------------------------------- | ------------------ | ---------- |
| 1982 | Cercle de Crítics de Los Angeles a la millor actriu | El món segons Garp | Guanyadora |

National Board of Review
| Any  | Categoria     | Pel·lícula         | Resultat   |
| ---- | ------------- | ------------------ | ---------- |
| 1982 | Millor actriu | El món segons Garp | Guanyadora |

Gotham
| Any  | Categoria     | Pel·lícula | Resultat |
| ---- | ------------- | ---------- | -------- |
| 2005 | Millor actriu | Nou vides  | Nominada |

Festival de Locarno
| Any  | Categoria     | Pel·lícula | Resultat   |
| ---- | ------------- | ---------- | ---------- |
| 2005 | Millor actriu | Nou vides  | Guanyadora |

Sant Sebastià
| Any  | Categoria      | Pel·lícula | Resultat   |
| ---- | -------------- | ---------- | ---------- |
| 2011 | Premi Donostia |            | Guanyadora |